# Comuna Costești, Storojineț
Costești (în ucraineană Костинці, transliterat: Kostînți) este o comună în raionul Storojineț, regiunea Cernăuți, Ucraina, formată din satele Căbești și Costești (reședința).

## Demografie
Componența lingvistică a comunei Costești
     Ucraineană (99,51%)
     Alte limbi (0,48%)
Conform recensământului din 2001, majoritatea populației comunei Costești era vorbitoare de ucraineană (99,51%), existând în minoritate și vorbitori de alte limbi.